# Karl Sperka

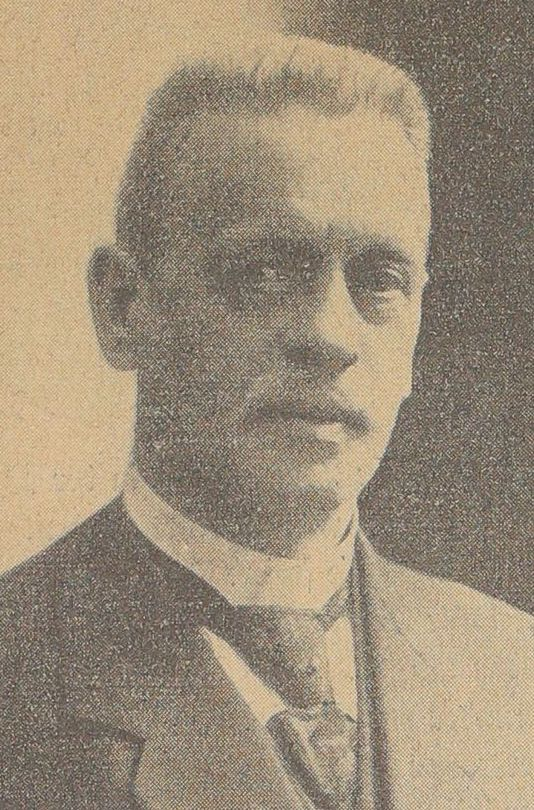
Karl Sperka, um 1930

Karl Sperka (* 6. Oktober 1853 in Breslau; † 8. Januar 1932 in Stuttgart) war Handschuhmacher und Mitglied des Deutschen Reichstags.

## Leben
Sperka besuchte die Pfarrschule zu St. Dorothea in Breslau, lernte in Breslau als Handschuhmacher und durchreiste als Gehilfe Deutschland und Österreich. In Stuttgart war er zwölf Jahre als Geschäftsführer einer größeren Fabrik der Handschuhbranche tätig und gründete 1897 ein eigenes Fabrikationsgeschäft. Seit 1901 war er zum Gemeinderat in Stuttgart gewählt.
1882 trat er der SPD und der Gewerkschaft bei. Zwischen 1892 und 1911 war er mehrfach Vorsitzender der SPD Württemberg, erwarb aber erst im August 1897 die württembergische Staatsangehörigkeit.
Von 1903 bis 1907 war er Mitglied des Deutschen Reichstags für den Wahlkreis Württemberg 4 (Böblingen, Vaihingen, Leonberg, Maulbronn) und die SPD.
Von 1912 bis 1918 besaß er ein Mandat in der Zweiten Kammer der Württembergischen Landstände und von 1919 bis 1924 war er Mitglied des Württembergischen Landtags.